# Jewelle Gomez
Jewelle Gomez (nascida em 11 de setembro de 1948) é uma autora, poetisa, crítica e dramaturga americana. Ela morou na cidade de Nova York por 22 anos, trabalhando na televisão pública, teatro e filantropia, antes de se mudar para a Costa Oeste. Sua escrita - ficção, poesia, ensaios e crítica cultural - apareceu em uma ampla variedade de veículos, tanto feministas quanto convencionais. Seu trabalho centra-se nas experiências das mulheres, particularmente as de mulheres LGBTQ de cor. Ela foi entrevistada para vários documentários focados nos direitos e cultura LGBT.

## Biografia
Jewelle Gomez nasceu em 11 de setembro de 1948, em Boston, Massachusetts, filha de Dolores Minor LeClaire, uma enfermeira, e John Gomez, um barman. Gomez foi criada por sua bisavó, Grace, que nasceu em terras indígenas em Iowa, filha de mãe afro-americana e pai de Ioway. Grace voltou para a Nova Inglaterra antes dos 14 anos, quando seu pai morreu, e ela se casou com John E. Morandus, um Wampanoag e descendente de Massasoit, o sachem que deu nome a Massachusetts.
Crescendo nas décadas de 1950 e 1960, Gomez foi moldada social e politicamente pelos estreitos laços familiares com sua bisavó, Grace, e sua avó Lydia. Sua história de independência, bem como a marginalização em uma comunidade afro-americana, são referenciadas ao longo de seu trabalho. "Graça A." da coleção Don't Explain é um dos primeiros exemplos. Durante seus anos de colégio e faculdade, Gomez esteve envolvida com movimentos políticos e sociais negros, o que se reflete em muitos de seus escritos. Nos anos seguintes na cidade de Nova York, ela passou no teatro negro, incluindo trabalho com o Frank Silvera Writers Workshop e muitos anos como gerente de palco para produções off-Broadway.
Durante esse tempo, ela se envolveu no ativismo feminista lésbico e na publicação de revistas. Ela era membro da Conditions, uma revista literária feminista lésbica. Mais de sua escrita recente começou a refletir sua herança nativa americana ( Ioway, Wampanoag ).

## Estilo de escrita
Descrevendo-se como uma possível "antepassada do Afrofuturismo ", Gomez é autora de sete livros, incluindo o romance vencedor do Prêmio Literário Lambda, The Gilda Stories ( Firebrand Books, 1991). Este romance está sendo impresso desde 1991 e reformula a mitologia vampírica tradicional, adotando uma perspectiva feminista lésbica ; é uma aventura sobre um escravo fugitivo que atinge a maioridade há mais de duzentos anos. De acordo com o estudioso Elyce Rae Helford, "Cada estágio da viagem pessoal de Gilda também é um estudo da vida como parte de várias comunidades, todas à margem da classe média branca dominante na América".
Ela também escreveu a adaptação teatral de The Gilda Stories . Intitulada Bones and Ash, a peça começou a turnê em 1996 e foi apresentada em 13 cidades dos Estados Unidos pela Urban Bush Women Company. A edição do 25º aniversário de The Gilda Stories inclui um novo prefácio escrito por Gomez, bem como um posfácio escrito por Alexis Pauline Gumbs.
Seus outros livros incluem Don't Explain, uma coleção de contos de ficção; 43 de setembro, uma coleção de ensaios pessoais/políticos; e tradição oral: poemas selecionados antigos e novos . Cada uma dessas coleções apresenta a abordagem episódica de Gomez, que John Howard argumentou ser um meio de demonstrar as "ligações entre as lutas pela liberdade nos dias atuais e os movimentos sociais/políticos das gerações anteriores".
Sua ficção e poesia estão incluídas em mais de cem antologias, incluindo a primeira antologia de ficção especulativa negra, Dark Matter: A Century of Speculative Fiction from the African Diaspora (2000) editado por Sheree R. Thomas; Home Girls: A Black Feminist Anthology from Kitchen Table: Women of Color Press, Daughters of Africa editado por Margaret Busby (1992), e Best American Poetry of 2001, editado por Robert Hass.
Gomez escreveu críticas literárias e cinematográficas para várias publicações, incluindo The Village Voice, San Francisco Chronicle, Ms. e The Black Scholar. Ela elogia particularmente o The Village Voice por ajudá-la a se desenvolver como escritora.
Nos últimos 25 anos, ela foi frequentemente entrevistada em jornais e revistas, incluindo um artigo da Advocate de setembro de 1993, onde a escritora Victoria Brownworth discutiu suas origens como escritora e interesses políticos. No Journal of Lesbian Studies (Vol. 5, No. 3), ela foi entrevistada para uma edição especial intitulada "Financiando o ativismo lésbico". Esta entrevista ligou sua carreira na filantropia com suas raízes políticas. Ela também foi entrevistada para o filme After Stonewall de 1999.
Gomez também escreveu um romance cômico, Televised, contando a vida dos sobreviventes do movimento nacionalista negro, que foi extraído da antologia de 2002 Gumbo, editado por Marita Golden e E. Lynn Harris.
Ela escreveu uma peça sobre James Baldwin, Waiting For Giovanni, em 2010 em colaboração com Harry Waters Jr., ator e professor do departamento de teatro do MacAlester College. As leituras foram realizadas em San Francisco no Intersection for the Arts em um seminário sobre Baldwin no Carleton College em Northfield, Minn., no Yellow Springs Writers Workshop em Ohio, no AfroSolo Festival e no National Black Theatre Festival de 2009 . Gomez e Waters foram entrevistados no programa de rádio público Fresh Fruit on KFAI pela apresentadora Dixie Trechel em 2008. O segmento também inclui duas leituras curtas do roteiro. Gomez escreveu a peça Leaving the Blues em 2017 sobre a cantora Alberta Hunter, que estreou em 2017 no New Conservatory Theatre Center de São Francisco.
Tanto Waiting for Giovanni quanto Leaving the Blues foram produzidos pela TOSOS Theatre Company na cidade de Nova York. Deixando o Blues recebeu uma indicação ao Prêmio Audelco 2020 de Melhor Peça e ganhou prêmios de Atriz Principal em uma Peça (Rosalind Brown) e Ator de Destaque em uma Peça (Benjamin Mapp).
Gomez contribuiu para Radical Hope: Letters of Love and Dissent in Dangerous Times, editado por Carolina De Robertis e publicado pela Vintage Books em 2017. Em Radical Hope, sua carta, "Not a Moment but a Movement", é uma homenagem à bisavó materna, a quem ela chama de "Grace A". Em maio de 2017, Gomez, junto com outros colaboradores, leu seu trabalho na festa de lançamento do livro Radical Hope na Laurel Bookstore em Oakland.
Novas composições para Gomez incluem Unpacking in Ptown, a terceira peça da trilogia "Words and Music". Está programado para estrear no New Conservatory Theatre Center em San Francisco no outono de 2021.

## Ativismo
O ativismo de Gomez em nome dos direitos LGBTQ é "baseado na história de raça e gênero na América". Em "The Marches", um ensaio em Don't Explain, ela escreve: "[N]enhum de nós deve sentir que pode deixar alguém para trás na luta pela libertação."
Gomez fazia parte da equipe original de Say Brother (agora Basic Black ), um dos primeiros programas de televisão negros semanais ( WGBH-TV Boston, 1968), e fazia parte do conselho fundador da Gay and Lesbian Alliance Against Defamation (GLAAD) em 1984.
Ela também atuou nos primeiros conselhos da Astraea Lesbian Foundation e da Open Meadows Foundation, ambas dedicadas ao financiamento de organizações e atividades femininas. Ela é membro do conselho dos Arquivos de Sexualidade Humana da Cornell University e do conselho consultivo do James Hormel LGBT Center da principal Biblioteca Pública de São Francisco . Ela era membro do coletivo filantrópico frouxo fundado em San Francisco em 1998 chamado 100 Lesbians and Our Friends. O grupo, co-fundado por Andrea Gillespie e Diane Sabin, foi criado para educar lésbicas que foram culturalmente mal educadas – como mulheres – sobre o uso do dinheiro e os benefícios da filantropia. A filosofia de fazer "presentes estendidos" (sem reduzir as contribuições já feitas) para grupos e projetos de lésbicas arrecadou mais de $ 200.000 em dois anos.
Ela foi oradora de formatura no Women and Gender Studies Commencement da University of California Berkeley, University of California at Los Angeles Queer Commencement, e atuou como oradora principal duas vezes para o Orgulho Gay na cidade de Nova York e como apresentadora para o Pride São Francisco.
Ela e sua parceira, a Dra. Diane Sabin, estavam entre os litigantes contra o estado da Califórnia, processando o direito ao casamento legal. O caso foi levado aos tribunais pelo procurador da cidade de San Francisco, pelo National Center for Lesbian Rights (NCLR) e pela American Civil Liberties Union (ACLU). Gomez escreveu extensivamente sobre os direitos dos homossexuais desde a década de 1980, incluindo artigos sobre casamento igualitário na Ms. Magazine e foi citado extensivamente durante o processo judicial. Em maio de 2008, a Suprema Corte decidiu a favor dos litigantes, permitindo o casamento entre casais do mesmo sexo no estado da Califórnia. Tais cerimônias podem começar legalmente após 30 dias, permitindo que os municípios façam mudanças administrativas. Gomez e Sabin estavam entre os 18.000 casais casados na Califórnia antes da (Proposição 8), que proibiu outros casamentos entre pessoas do mesmo sexo na Califórnia, ser aprovada pelos eleitores em 4 de novembro de 2008.

## Perfil profissional
Ex-diretora executiva do Poetry Center e American Poetry Archives na San Francisco State University, ela também teve uma longa carreira em filantropia. Ela foi diretora do Cultural Equity Grants na San Francisco Arts Commission e diretora do Programa de Literatura do New York State Council on the Arts.
Ela apresentou palestras e lecionou em várias instituições de ensino superior, incluindo San Francisco State University, Hunter College, Rutgers University, New College of California, Grinnell College, San Diego City College, Ohio State University e University of Washington (Seattle). Ela é ex-diretora do Programa de Literatura do Conselho de Artes do Estado de Nova York e de Bolsas de Equidade Cultural da Comissão de Artes de São Francisco. Ela também atuou como diretora executiva do Poetry Center e American Poetry Archives na San Francisco State University.
Atualmente, ela trabalha como Diretora de Subsídios e Iniciativas Comunitárias da Horizons Foundation, a fundação lésbica, gay, bissexual e transgênero mais antiga dos Estados Unidos. Anteriormente, ela atuou como presidente da Comissão da Biblioteca Pública de São Francisco.